# ダベンポート (アイオワ州)
ダベンポート（Davenport）は、アメリカ合衆国アイオワ州東部の都市。スコット郡の郡庁所在地である。人口は10万1724人（2020年）。デモイン、シーダーラピッズに次ぐ州第3の都市である。ミシシッピ川の対岸はイリノイ州のロックアイランドである。クワッドシティーズ都市圏（正式名称: ダベンポート・モリーン・ロックアイランド都市圏）はアイオワ・イリノイ両州の4郡にまたがる。
ダベンポートはブラック・ホーク戦争の終結後、1836年にアントワーヌ・ルクレールによって創設された。市名はルクレールの友人で、この地域の初期の入植に深く関わったジョージ・ダベンポート大佐にちなんでつけられた。翌1837年にスコット郡が創設されると、3度の住民投票の末にダベンポートは同郡の郡庁所在地となった。
市内にはセントアンブローズ大学とパーマー・カイロプラクティック・カレッジという2つの大きな大学があり、後者はカイロプラクティック治療法（脊椎矯正による神経回復）の発祥地である。ミシシッピ・バレー・ブルース・フェスティバル、ミシシッピ・バレー・フェアおよびダベンポート生まれのビックス・バイダーベックにあやかるビックス・バイダーベック記念ジャズ・フェスティバルなど幾つかの良く知られた音楽祭が毎年行われている。ビックス7と呼ばれる国際的に知られた11キロメートル競走がジャズ・フェスティバルの間に行われる。野球ではマイナーリーグAに所属するクオードシティーズ・リバー・バンディッツが本拠地にしている。ダベンポートには27の公園があり、自転車乗りやウォーキングのためのレクリエーション用道路が20キロメートル以上ある。
3本の州間高速道路と2本のアメリカ国道がダベンポート市内を通っている。犯罪発生率は減少傾向にあり、失業率も低い。2007年に隣接するロックアイランド市と共に住みやすい都市の表彰を受けた。ジャズ・ミュージシャンのビックス・バイダーベックやNFLのラニングバック、ロジャー・クレイグなど著名な出身者が多くいる。

## 歴史

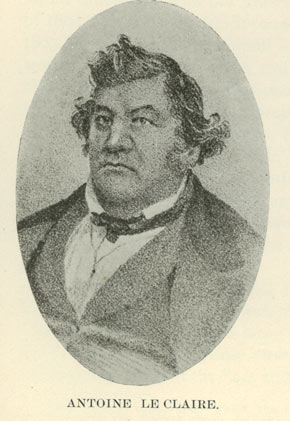
ダベンポートの設立者アントワーヌ・ルクレール

1832年、ソーク族インディアンの酋長キオカックとアメリカ陸軍の将軍ウィンフィールド・スコットが、ブラック・ホーク戦争を停戦させる条約に調印した。フランス人とポタワトミー族インディアンの血を引くアントワーヌ・ルクレールがこのときの通訳を務めた。ソーク族のかなりの広さの土地がキオカック酋長から、ソーク族酋長の孫娘であるルクレールの妻マルグリートに贈られた。キオカックはアントワーヌが条約の締結されたまさにその場所に家を建てないと、その土地の権利は失われると主張した。アントワーヌは1833年春にトリーティ・ハウスと呼ぶ家を完成させて約束を満たした。ダベンポートの町は1836年5月14日にアントワーヌ・ルクレールによって設立され、その親友であるジョージ・ダベンポート大佐に因んで名付けられた。
1837年、スコット郡が形成されてから直ぐに、その郡庁所在地を巡ってダベンポートと隣接するロッキンガムが競った。1838年の住民投票で多数を得た都市が郡庁所在地になることとされた。この投票の前夜に、ダベンポート市はアイオワ州ダビュークの一時的な労働者が投票できるように確保した。その結果ダベンポート市は住民投票で勝利した。ロッキンガムを支持していた者達はこの結果に満足せず、準州知事に抗議した。準州知事は選挙結果を認証することを拒んだ。2回目の住民投票が次の8月に行われることになった。知事は有権者の一時的な流入を避けるために、60日間の住み続けていることを有権者の条件とさせた。ダベンポート市が今度は2票差で勝利した。準州議会によって3度目の住民投票が1840年夏に設定された。8月の投票が接戦だったので、ロッキンガム住人は郡庁所在地争いに倦んできており、ダベンポート住人の努力を打ち負かすのは困難だった。ダベンポート市は容易に投票に勝利した。郡庁所在地の問題がもう一度蒸し返されないようにするために、ダベンポート市は初代の郡庁舎を建設した。
1856年にミシシッピ川を越えてダベンポートとロックアイランドとを結ぶ最初の鉄道橋が計画され、ロックアイランド鉄道が建設した。蒸気船会社は国中の鉄道がその事業に対する脅威になると見なし、橋が完工した丁度1週間後の1856年5月6日に蒸気船エフィー・アフトン号船長が船を橋に突っ込ませた。エフィー・アフトン号の船主ジョン・ハードはロックアイランド鉄道に対する裁判に訴えて出た。ロックアイランド鉄道はエイブラハム・リンカーンを弁護士に起用し、合衆国最高裁判所は橋を残すと裁定した。
南北戦争が始まる直前に、サミュエル・J・カークウッド知事はダベンポートをアイオワで最初の軍事本部とすることを宣言し、北軍を支援するための5つのキャンプが設営された。戦争が終わるとアイオワ州の数百の子供達がホームレスになった。1865年11月16日、「アイオワ州兵士の孤児院」（1949年にアニー・ウィッテンマイアーの家に改名された）が開設された。1876年からは、家庭が崩壊した子供達やアイオワ州99郡の全ての孤児がこの家で住むことになった。この家は居室、学校、仕立屋および礼拝堂がある自己完結型社会を形成していた。110年間使われた1975年にこの家は閉鎖された。

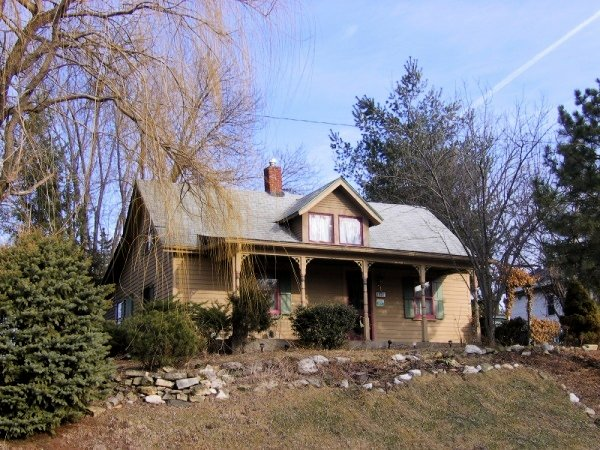
「トリーティ・ハウス」と呼ぶこの家は、キオカック酋長とアメリカ陸軍のウィンフィールド・スコット将軍が1832年にブラック・ホーク戦争を停戦させる条約に調印したまさにその場所に建てられた。アントワーヌ・ルクレールによって1833年に完成し、その後別の場所に移転された。

ダベンポート市役所は1895年にわずか10万ドルで建設された（2009年の価値では2,550万ドル）。1920年代は経済と建設のブームが起こった。カール・ビルディング、パーカー・ビルディングおよびキャピトル劇場のような商業ビルが建設されて、市のスカイラインが形成され始めた。モンゴメリー・ウォード、シアーズおよびJ.C.ペニーなど全国的な百貨店が市の中心街にできた。
1932年までに世界恐慌のために数千のダベンポート市民が生活保護を受けるようになった。ミシシッピ川に沿った市の西端にはスラム街が出現した。病気、飢えおよび不衛生な住環境がこの地域を支配した。しかし第二次世界大戦後の経済活況を経験してスラム街は終わりを告げた。オスカー・マイアーやラルストン・ピュリーナなどの会社がダベンポート西部に工場を建設した。1956年には州間高速道路がダベンポート市にも届いた。1959年までに毎年1,000軒以上の家が建てられた。1970年代後半までに、中心街やその他の事業と産業にとって良き時代は終わった。1980年代の農業危機がダベンポートやその他のクォード都市群を襲い、クォード都市群全体で35,000人が職を失った。市の北端にあったキャタピラー社が閉鎖したことで多くの失業者が出た。1990年代は市の方向転換の始まりだった。モダン・ウッドメン・パークの設定やスカイブリッジとフィギー美術館の建設など中心街を再活性化させるための多くの改革や建物の追加が行われた。

## 地理
ダベンポートは北緯41度32分35秒 西経90度35分27秒 / 北緯41.54306度 西経90.59083度 (41.542982, -90.590745)に位置する。アメリカ合衆国国勢調査局に拠れば、ダベンポート市は総面積は64.9平方マイル (168.2 km2)である。このうち陸地は62.8平方マイル (162.6 km2)、水域は2.2平方マイル (5.6 km2)で水域率は3.31％である。
ダベンポート市はシカゴの西170マイル (270 km)、アイオワ州都デモインからは東に170マイルの位置にある。ミズーリ州セントルイスの北200マイル (320 km)、ミネソタ州ミネアポリスからは南東に265マイル (420 km) である。ダベンポートやクォード都市群の外は農業地帯である。ダベンポートが接するミシシッピ川は最大水深が30ないし40フィート（9 ないし 12 m)、ロックアイランド百年記念橋が架かるところの川幅は2,217 (676 m) ある。ミシシッピ川はダベンポートの川岸では東から西に流れており、通常の北から南へのイメージとは異なる。
ミシシッピ川の岸からは北に斜面が拡がり、所によっては急峻になる。市内の通りは特に中心街と中央部で碁盤目状になっている。ダベンポートはミシシッピ川が溢れたときに全国紙の見出しになることが多い。ミシシッピ川流域で恒久的防水壁や堤防の無いことではダベンポートが最大の都市である。ダベンポートは堤防や堤で仕切られるよりも川の公園や景観に直接近付けることを好んでいる。洪水面に新しく建物を建設するときは100年に1度の洪水面よりも上に上げるか壁で守るよう条例を採択した。その結果、元市長のフィル・ヤーリントンはもし「母なる自然にそのコースを選ばせれば、我々全ても暮らしよくなる」という見解を公表した。ダベンポート市内で嵩上げあるいは耐洪水仕様となった建物の例としてはフィギー美術館がある。

### 気候

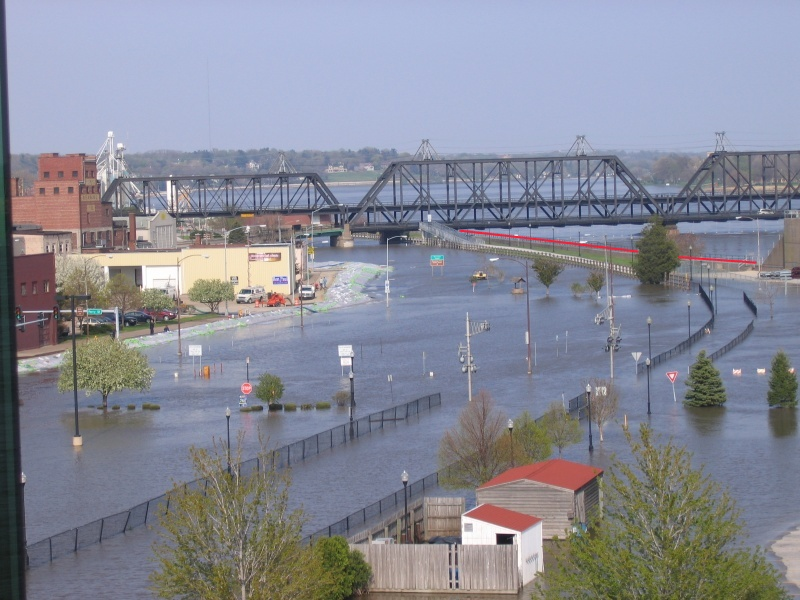
2008年4月30日の洪水。赤い線（右上）がミシシッピ川のあるべき流域を示す。スカイブリッジから撮影

ダベンポートの夏は暑く、ケッペンの気候区分では亜寒帯湿潤気候(Dfa)である。冬は寒く11月から2月まで雪を伴う強風が吹くことが多い。平均年間降雪量は30.7インチ (78 cm) である。例年では、1月が1番寒く、7月が1番暑い。過去最高気温は2006年7月18日に記録された103°F（39℃）であり、過去最低気温は1996年2月2日と3日に記録された−22°F（−30℃）である。中緯度低気圧経路のために、3日ないし4日の周期で気象の変動がある。
ダベンポートはまさしく竜巻道にありながら、これまで破壊的な竜巻に遭ったことがない。その理由はおそらくミシシッピ川とロック川が市に近いところで合流するという事実によっている。祭壇にも似た「マスマウンド」の恩恵で竜巻から守られていると信じられている。
ダベンポートには堤防や防水壁がないため、洪水は非常に大きい問題となることが多い。1993年の大洪水のとき、7月9日に水位は22.63フィート (6.9 m) にまで上がった。これは通常の洪水面14.9フィート (4.5 m) より8フィート (2.4 m) 高いことになった。洪水の時は、アメリカ国道67号線を含み中心街周辺の道路が閉鎖され、市内の他の道路では交通量が増えることになる。大きな洪水の影響は長く続くこともある。例えば、2008年の洪水では、市内南西隅のクレディットアイランドが5ヶ月間も閉鎖され、作業員は損傷したところの洗浄とがれきの除去に追われた。洪水を起こすのはミシシッピ川だけでなく、ベッテンドーフとダベンポートにある小川のダック・クリークは鉄砲水に弱い。1990年6月16日の厳しい雷雨ではベッテンドーフとダベンポートに激しい鉄砲水を起こし、4人が死亡した。これ以外にも2008年6月12日木曜日に、激しい雷雨でダック・クリークの水が堤を乗り越え、個人の敷地や近くの通りが浸水した。
| ダベンポートの気候                   | ダベンポートの気候 | ダベンポートの気候 | ダベンポートの気候 | ダベンポートの気候 | ダベンポートの気候 | ダベンポートの気候 | ダベンポートの気候 | ダベンポートの気候 | ダベンポートの気候 | ダベンポートの気候 | ダベンポートの気候 | ダベンポートの気候 | ダベンポートの気候 |
| 月                                   | 1月                | 2月                | 3月                | 4月                | 5月                | 6月                | 7月                | 8月                | 9月                | 10月               | 11月               | 12月               | 年                 |
| ------------------------------------ | ------------------ | ------------------ | ------------------ | ------------------ | ------------------ | ------------------ | ------------------ | ------------------ | ------------------ | ------------------ | ------------------ | ------------------ | ------------------ |
| 最高気温記録 °C （°F）               | 21 (69)            | 21 (70)            | 31 (88)            | 34 (93)            | 34 (94)            | 38 (100)           | 39 (103)           | 38 (100)           | 37 (98)            | 35 (95)            | 27 (80)            | 22 (72)            | 39 (103)           |
| 平均最高気温 °C （°F）               | −1 (30)            | 2 (36)             | 9 (48)             | 16 (61)            | 22 (72)            | 27 (81)            | 29 (85)            | 28 (83)            | 24 (76)            | 18 (65)            | 9 (48)             | 2 (35)             | 15.4 (60)          |
| 平均最低気温 °C （°F）               | −11 (13)           | −7 (19)            | −2 (29)            | 5 (41)             | 11 (52)            | 17 (63)            | 20 (68)            | 19 (66)            | 14 (57)            | 7 (45)             | 0 (32)             | −7 (20)            | 5.5 (42.1)         |
| 最低気温記録 °C （°F）               | −27 (−17)          | −30 (−22)          | −19 (−3)           | −7 (19)            | 0 (32)             | 7 (44)             | 12 (53)            | 7 (44)             | 2 (35)             | −6 (22)            | −13 (8)            | −28 (−18)          | −30 (−22)          |
| 降水量 mm （inch）                   | 32.5 (1.28)        | 35.8 (1.41)        | 65.8 (2.59)        | 92.5 (3.64)        | 112.8 (4.44)       | 120.7 (4.75)       | 75.9 (2.99)        | 109.5 (4.31)       | 73.7 (2.90)        | 60.7 (2.39)        | 62.7 (2.47)        | 49 (1.93)          | 891.6 (35.1)       |
| 出典：The Weather Channel 2008-07-26 |                    |                    |                    |                    |                    |                    |                    |                    |                    |                    |                    |                    |                    |

### 地区

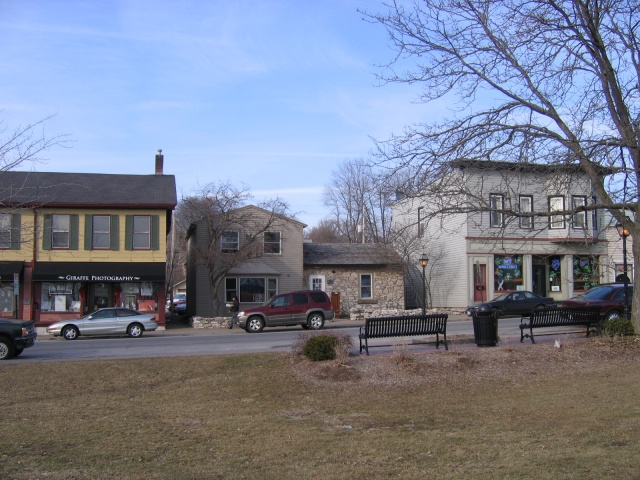
ダベンポート最古の地区であるイーストダベンポートには各種の店舗が立ち並んでいる。

ダベンポートには1840年代からの歴史がある多様な地区がある。市内は中心街、中央部、東端部、北と北西に近い部分および西端部と5つの地区に分けることができる。これらの地区にはビクトリア様式、アン女王様式、チューダー復古様式など、多くの建築様式の建物がある。当初の地区の多くにはドイツ人移民が入った。当初の市域は現在のリプリー通りと5番通りの辺りであり、そこにアントワーヌ・ルクレールが自分の家を建てた。住宅事情は国内でも手頃な部類に入る。
中心街にはクアッド・シティズで最も背の高い建物2つがある。ウェルズ・ファーゴ銀行ビルは17階建て、ミッドアメリカン・ビルは15階建てである。他にも11階建てのブラック・ホーク・ホテルや10階建てのカール・ビルなど高いビルが幾つかある。
中央部地区は当初、町に入植した労働者階級のドイツ人の多くが住んでいた。ハンバーグ地区には古いドイツ人地区でも建築的に重要な住宅の多くがある。中央部地区には、ブラディ通り、ハリソン通り（どちらもアメリカ国道61号線）およびメイン通りに、パーマー・カイロプラクティック・カレッジや多くの商業ビルがある。
東端部地区は1850年以来の歴史がある。川に近くそれを見下ろすことができるので、当初の家族が離れていった後の長い間、流行を追う地区になってきた。イーストダベンポートは住宅と大半が小さな専門店である商業ビルでできている。地区内のリンゼー公園は南北戦争の兵士達がキャンプ・マクレランからパレードを行う場所として使われた。
北端部と西端部にも多くの労働者階級ドイツ人が住み、1850年代に区画整理されて、1870年代に広範な開発があった。ヴァンダー・ヴィーア公園は植物園と噴水のある大きな公園である。この公園はニューヨーク市のセントラル・パークをモデルにしており、当初はセントラル・パークと呼ばれた。ヴァンダー・ヴィーア公園の周りには1895年から1915年に建てられた大きなアン女王様式やチューダー復古様式の家屋がある。ヴァンダー・ヴィーア公園の開発は、中心街の小さな2つの空間以外では最初の都市美化事業だった。現在の公園には潟湖や小さな植物公園がある。リバービュー・テラス地区は中心街、ミシシッピ川およびロックアイランドを見下ろす崖の上にある。

## 政治

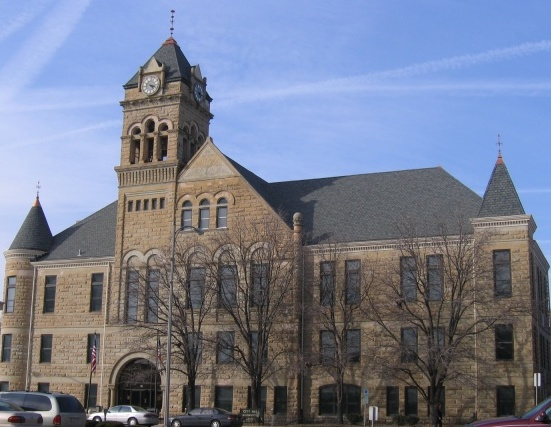
ダベンポート市役所、1895年に僅か10万ドルで建造、

ダベンポート市は市政委員会方式を採用しており、現在（2009年）、ビル・グルーバ市長と10人の委員で構成されている。8つの選挙区から1人ずつ、他に2人が全市から選出される。無党派選挙が奇数年に行われている。市長は市の首席執行官である。市長は、市政委員会が議決した条令、修正、あるいは決議案全てを承認し、拒否権を使い、あるいは何もしない。市長が委員会の議事を主宰し、賛否同数の場合に投票できる。市長は市の理事会や委員会のメンバーを指名する責任もある。
市政委員会は市憲章あるいはアイオワ州議会で明らかにされていない市の政策を条令や決議案という形で設定し、市予算を承認する責任がある。市行政官は現在クレイグ・マーリンであり、市長に指名され、市政委員会全員の3分の2以上の合意で確認される必要がある。2011年までの市の目標は、財政的に責任ある政府、経済の成長、地区の再活性化、およびしのインフラと公共施設の改良が含まれている。
2008年財政年度の予算は1億6,120万ドルであり、設備改良予算の減少で2007年度より5.68%減った。市の一般予算では歳入の78％が資産税から得られ、歳出の80％は人件費である。市民が生活の質と市のサービスを査定する幾つかの調査がある。2004年の調査では市民の44％が市のサービスを維持するために歳入を増やす事を支持すると言った。市の最大の部局は3,490万ドルの予算を持つ公共事業局である。予算がその約半分の1,510万ドルで消防局が第2位である。警察局の予算は1,090万ドル、公園局が580万ドル、ダベンポート市公共図書館が390万ドルとなっている。
連邦政府に対しては、ダベンポートはアイオワ州第1選挙区に属し、2009年現在での代議士は民主党のブルース・ブラリーである。アイオワ州選出アメリカ合衆国上院議員は共和党のチャック・グラスリーと民主党のトム・ハーキンである。州政府では、ダベンポート市は上院の第41、第42、および第43選挙区に属し、下院の第81、第84、第85および第86選挙区に属する。第41上院選挙区には市の東部3分の1が入っている。第42上院選挙区には市の西部3分の1が入っている。第43上院選挙区には市の中部3分の1が入っている。
第81下院選挙区には市の東部3分の1が入っており、第41上院選挙区と西側境界線が同じである。第84下院選挙区には市の西部3分の1が入っており、第42上院選挙区と東側境界線が同じである。第85および第86下院選挙区は第43上院選挙区と同じ地域になっている。第85選挙区は市の北部と中西部が入っており、第86選挙区には南部と東部が入っている。

## 犯罪
ダベンポートの犯罪は減少傾向にある。強盗、強姦および暴行を含む凶悪犯罪は2002年から2006年の間に35.7％減少した。殺人は2000年から2006年の4件と42.9％減少した。2005年から2006年では自動車の盗難が36.6％減って295件となり、夜盗は12.7％減って1,449件、悪質な暴行は46.3％減って481件、窃盗は10.5％減って271件となった。強制性的虐待のみが17.4％の増加となり、142件だった。

## 経済
ダベンポートで最大の雇用を生んでいるのは製造業で7,600人である。モリーンに本社を置き、世界20ヶ国で事業を展開している農業機械・建設機械メーカーのジョン・ディアはクアッド都市圏でも最大の雇用主であり、工場がダベンポートの北側にある。
9つの州に22の店舗を持つ百貨店ヴォン・マウアーがダベンポートに本社を構えている。またリー・エンタプライジズも本社がある。リー・エンタプライジズは23の州で55の日刊紙、300以上の週刊紙、宣伝用ミニコミ紙および専門誌を発行するとともにオンラインサイトも持っている。ダベンポートを含むクアッド・シティズの失業率は4.8％である。ダベンポートでの生活費は全国平均より低い。2009年、フォーブスは生活費の面でダベンポートを全国で2番目に住みやすい都市圏にランクした。
クアッド・シティズには幾つか大きな雇用事業があり、ロックアイランド造兵廠は全米でも最大の政府所有武器製造所である。KONE, Incはエレベーターの大製造会社であり、モリーンにある。アルコアは大きなアルミ製造会社であり、リバーデールにある。その他の地元企業としては、ホワイティーズ・アイスクリーム、ハングリー・ホーボーのサンドウィッチ店、およびハッピージョーズとハリス・ピザのピザ・レストランがある。

## インフラ

### 交通
州間高速道路80号線、同280号線、同74号線の3本、およびアメリカ国道61号線、同6号線、同67号線の3本がダベンポート市内を通っている。アメリカ国道67号線はロックアイランド100周年記念橋を経てイリノイ州に通じている。クォード都市群のイリノイ州側とはミシシッピ川に掛かる3本の橋がある。ガバメント橋と100周年記念橋はダベンポートからそれぞれロックアイランド兵器廠とロックアイランド市中心街とを繋いでいる。州間高速道路280号線橋はダベンポート西端とロックアイランド西端とを繋いでいる。

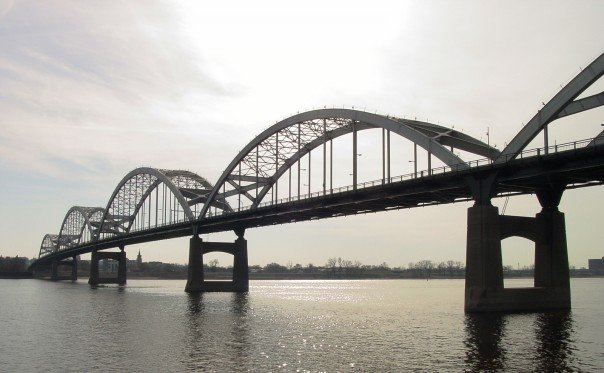
ロックアイランド100周年記念橋はダベンポートとロックアイランド市中心街とを繋いでいる。

その他の高規格道路としては、市の南西側を走るアイオワ州道22号線と、しの北端ノースウェスト・ブールバード沿いを走るアイオワ州道130号線がある。空路からはダベンポート市民空港が市の北側境界にあり、小さな飛行機が使用できる。最も近い商業空港は、モリーンの南に立地するクアッド・シティズ国際空港である。主要鉄道としては、アイオワ州間鉄道とアイオワ・シカゴ・アンド・イースタン鉄道がある。国立レクリエーション・トレイルとしてミシシッピ川トレイルとアメリカン・ディスカバリー・トレイルの2本がダベンポート市内で交差している。
ダベンポート市とクアッド・シティズにはアムトラックが来ていない。最も近いアムトラックの駅は約50マイル (80 km) 離れたイリノイ州ゲイルズバーグである。アイオワ州の現職上院議員であるトム・ハーキンとチャック・グラスリー、イリノイ州の上院議員ディック・ダービンおよび元上院議員のバラク・オバマがアムトラックに、クォード都市群にも運行を始める計画を立てるよう求める手紙を送った。彼等はアイオワシティからクォード都市群、およびクォード都市群からシカゴまで旅客列車を走らせることを期待している。グレイハウンド・バスの停留所は市内にある。その停留所は地元のダベンポート・シティバスと共有している。ダベンポート市内には川の港が無い。
1969年に市が市交通公社を創設した時から公共交通が運行されるようになった。公社は当初私営企業であるダベンポート市路線バス会社を財政的に支援していた。数年後に市がダベンポート市路線バスを買い上げ、市の市民交通局の管轄下に公共交通の運営を委ねた。今日、市バスは公共事業局の一部門である。市バスは20台の車両を保有し、市内の約30平方マイル (78 km2) をカバーしている。市バスはベッテンドーフ交通、およびイリノイ州側のクアッド・シティズ大量輸送システムであるMetroLINKと連携している。2007年、市バスは1,022,815人の乗客を運んだ。2008年9月ではガソリン代が上がっていることもあって、乗客数は1,045,000人に増えた。

### 公共施設と医療
ダベンポート市とアイオワ州のクアッド都市群への電力はミッドアメリカン・エネルギー会社が供給している。水はミシシッピ川から採取され、アイオワ州アメリカン・ウォーター会社が処理している。水処理場はダベンポート南東部にある。水の汚染度は政府基準よりもかなり低い。
ダベンポート市内にはジェネシス・ウェスト病院とジェネシス・イースト病院の2つの総合病院がある。2つ合わせた病床数は665床である。この病院には600人の医者と5,000人のスタッフが居る。アメリカ看護師資格認定センターはジェネシス医療センターにその優れた看護サービスに対してマグネット認定を与えた。この栄誉を受けられる病院の数は3％以下である。

## 教育

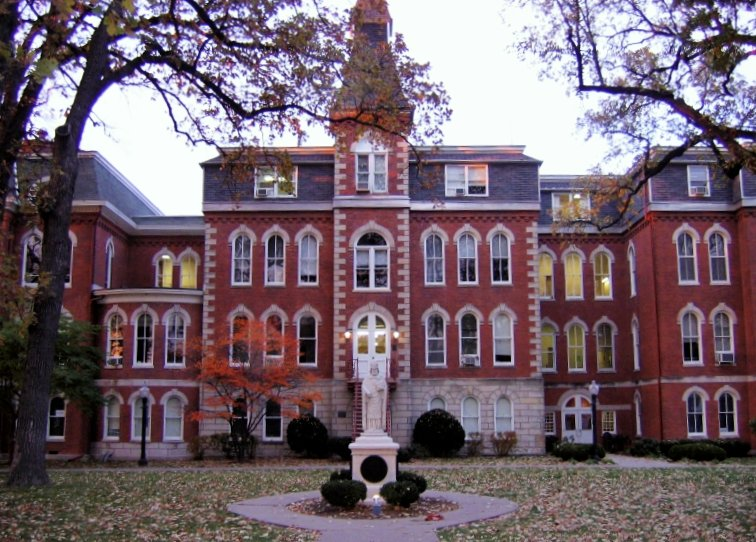
セントアンブローズ大学、1882年設立、ダベンポートにある3大学のうち最古のものである。

ダベンポート公立学校は、ダベンポート、ブルーグラス、バッファローおよびウォルコットの社会にいる17,000人近い生徒を教育しているr。ダベンポート・コミュニティ教育学区はアイオワ州で2番目に大きい教育学区である。ダベンポートにはダベンポート中央高校、西高校および北高校の3つの公立高校があり、私立高校としてアサンプション高校がある。6つの中等学校と22の小学校もある。
フェブ・サドローはアメリカ合衆国の女性で最初の公立学校校長になった（1874年-1878年）。市立の幼稚園から8年生までを教える私立校が6つある。高校はスポーツに関してミシシッピ・アスレティック・カンファランスに属している。市内にはカレッジと大学合わせて4校ある。パーマー・カイロプラクティック・カレッジ、セントアンブローズ大学、カプラン大学およびハミルトン工科カレッジである。メアリークレスト国際大学はダベンポートで1939年から2002年まで運営されたが、その後閉鎖され、高齢者住宅になった。

## 文化

### 名所

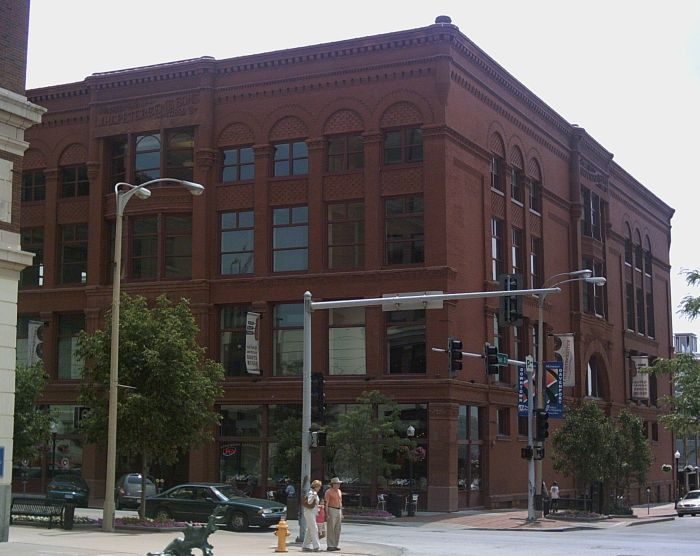
レッドストーン・ビルは当初から長い間ピーターソン・ハーニドの経営するヴォン・マウアーの旗艦店だった。現在はリバー・ミュージック・イクスピアリアンスが入っている。

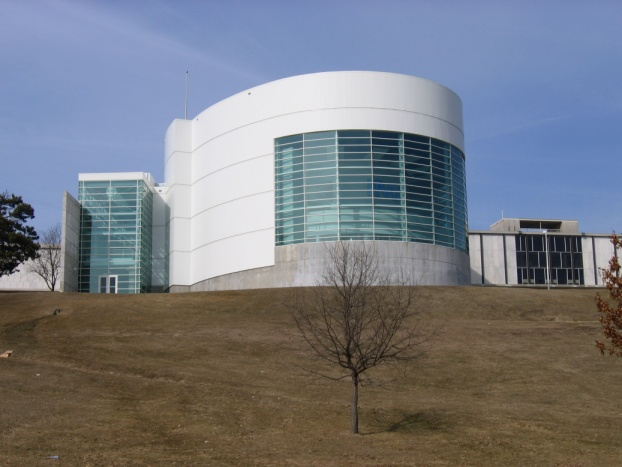
パットナム博物館とIMAX劇場

ダベンポート中心街にはダベンポート公共図書館、ダベンポート・スカイブリッジ、フィギー美術館、リバー・ミュージック・イクスピアリアンス、パットナム博物館とIMAX劇場、クォードシティ・リバー・バンディッツ野球チームの本拠地であるモダン・ウッドメン・パークおよびロックアイランド百年記念橋などの見どころが多くある。
ダベンポートには、フィギー美術館や、1867年に設立されミシシッピ川より西では最初の博物館だったパットナム博物館などの文化、教育施設があり、中心街に本拠を置くクォードシティ・シンフォニーオーケストラは1915年に設立された。ダベンポート公共図書館は1839年に開館された。
世界でも初めてのカイロプラクティック学校であるパーマー・カイロプラクティック・カレッジは1897年設立であり、中心街の直ぐ北に位置する。アップタウンには祭や改造自動車競走など多くの行事を開催するグレート・ミシシッピバレー・フェアグラウンズがある。ノースパーク・モールは160の店舗を抱える市内の主要なショッピングモールである。この姉妹施設であるサウスパーク・モールはモリーンにある。ブラディ通りスタジアムはダベンポート高校とセントアンブローズ大学の各フットボールチームの本拠である。ダベンポートには多くの公園がある。クレディット公園には自転車道、野球場、テニスコートおよびミシシッピ川での釣り場がある。ヴァンダー・ヴィーア植物公園には小さな植物園がある。この公園にはウォーキング道、池および大きな噴水がある。マウントアイダ公園はミシシッピ川を見下ろす山の頂上にある。

### 行事と祭
ビックス・フェストは多くの伝統的ジャズ・バンドが登場する3日間の音楽祭であり、国際的に著名なジャズ・コルネットとピアノの奏者、作曲家であり、ダベンポート生まれのビックス・バイダーベックに因んで開催されている。この祭は1971年8月から始まり、1年後に設立されたビックス・バイダーベック記念協会がその企画と実行を行っている。2009年は39回目の祭だった。ビックス・フェストに加えて、ウェルズ・ファーゴ・ストリート・フェストでは生演奏、食事および屋台が出る。
毎年行われるビックス7は7月下旬に行われる7マイル (11 km) 競走である。これは初めてボストンマラソンを走ったときに感じた興奮をクォード都市群にももたらしたいと考えたベッテンドーフの住人によって1975年に始められた。最初の大会では84人が参加した。今日では12,000人ないし18,000人が参加するようになっている。7月下旬あるいは8月初旬に6日間開催されるグレート・ミシシッピバレー・フェアでは、特別観覧席でのコンサート、カーニバル、乗馬、アトラクションおよび食事の屋台が出る。スタージス・オン・ザ・リバーは毎年の大規模なオートバイの集会であり、バンド演奏や食事の屋台が出る。

### スポーツとレクリエーション

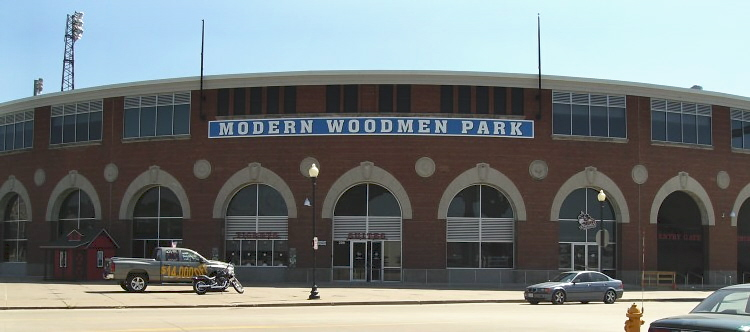
モダン・ウッドメン・パークはクアッドシティ・リバー・バンディッツの本拠地である

かつては、ダベンポート都市圏にはNBAのアトランタ・ホークスの前身となるトライシティズ・ブラックホークスというチームが置かれていた（当時はこの都市圏はダベンポート・モリーン・ロックアイランドの3市でトライ・シティズと呼ばれていた）。ブラックホークスは1946年にNBL（National Basketball League）のチームとして発足した。1949年にNBLがもう1つのリーグであったBAA（Basketball Association of America）と統合されてNBAが誕生すると、ブラックホークスもそのままNBAに移行した。しかし、ブラックホークスがNBAのチームとしてトライ・シティズでプレーしたのは2シーズンのみで、1951年にはチームはミルウォーキーに移転し、チーム名も「ホークス」に縮められた。チームはその後1955年にはセントルイスに、そして1968年にはアトランタに移転した。
現在のクアッド・シティズにも多くのスポーツ・チームが本拠を置いているが、それらは全て下部リーグのチームで、メジャー・プロスポーツは存在しない。ダベンポートにはクアッドシティ・リバー・バンディッツというA級マイナーリーグの野球チームがある。モリーンのアイ・ワイアレス・センターはアイスホッケーのクアッドシティ・フレームズとアリーナ・フットボールのクォードシティ・スティームウィーラーズが本拠にしている。クアッドシティ・リバーホークスはプレミア・バスケットボールリーグのチームである。ホームゲームは昔のメアリークレスト国際大学キャンパスのウォートン・フィールドハウスで行われる。ダベンポート高校はスポーツに関してミシシッピ・アスレティック・カンファランスに入っている。
ダベンポート市内には27の公園があり、総面積は2,200エーカー (8.9 km2) である。主要な公園としては、ミシシッピ川沿いダベンポート市南西部にある広さ420エーカー (1.7 km2) のクレディットアイランドがある。フェイエバリー公園にはプールと子供動物園があり、1996年以来毎年約2万人が訪れている。ジャンジ公園はダック・クリーク・パークウェイ沿いにあり、野球とソフトボールの球場、ビーチバレー場およびバスケットボールコートがある。ルクレール公園はミシシッピ川岸にあり、モダン・ウッドメン・パークにも近い。ここではリバー・ルーツ・ライブやリブフェストなど多くの夏の催しがある。ビックス・フェストに出演するバンドは毎年7月にこの公園で演奏する。ヴァンダー・ヴィーア植物公園には約25,000人が訪れ、一年中継続して花が咲いている。
ダベンポートには自転車乗りとウォーキングのための2つのレクリエーション用道路がある。ダック・クリーク・パークウェイダベンポートの西にあるエメイス公園から8.26マイル (13.2 km) 東のダック・クリーク沿いのベッテンドーフまで延びている。リバーフロント・パークウェイはミシシッピ川岸に沿ってクレディットアイランドからベッテンドーフまでの4.75マイル (7.6 km) である。どちらの道もベッテンドーフに至っている 。リバーデールで2つの道を繋ぐ計画が検討されている。ダベンポートにはあらゆるタイプのゴルファーを満足させるために設計され維持されているパブリックのゴルフコースが4つある。
川に関連する活動も幾つかある。対岸のモリーンにある観光港から発着するセレブレーション・ベルは1時間半の観光クルーズからまる1日3食付きでダビュークまで遡るクルーズを提供している。チャネル・キャットと呼ばれる水上バスはアイオワ州で2カ所、イリノイ州で3カ所を中継し、両州の河岸にある自転車道同士を繋いでいる。

### メディア
ダベンポートで主要な日刊紙は「クアッドシティ・タイムズ」である。他に無料新聞として「リバーシティーズ・リーダー」がダベンポートで発行されている。4大ネットワークのそれぞれが地域内に系列局を持っており、NBC系列のKWQC、フォックス放送のKLJBがダベンポート市内にある。CBS系列のWHBFはロックアイランドに、ABC系列のWQADはモリーンにある。クォード都市群は全国のテレビ市場で96位に位置しており、ラジオの市場では144位である。ラジオ局WOCは1922年2月18日に放送を開始した。放送免許では2番目の放送局だった。1933年、WOCは後に大統領になったロナルド・レーガンをアナウンサーとして雇用した。
2008年サンダンス映画祭は『シュガー』という題の映画を上映した。この映画の大半はモダン・ウッドメン・パークで撮影された。この映画ではミゲル・"シュガー"・サントスが黄金の腕を持ち、アメリカのプロ野球に呼ばれて、最初はアリゾナ州フェニックスでの春季キャンプで、続いてクォード都市群のマイナーAリーグのチームでプレイする。

## 著名なダベンポート出身者
著名なダベンポート出身者には、ジャズ・ミュージシャンのビックス・バイダーベックがいる。彼に因んでビックス7競走やジャズ・フェスティバルが名付けられている。芸術家のイザベル・ブルームはダベンポートで成長した。彼女はその名前を持つコンクリート像の制作者である。その他の出身者には飛行機の開拓者サミュエル・コディや、女優のララ・フリン・ボイルがいる。ダベンポート出身のスポーツ選手としては、NFLのラニングバック、ロジャー・クレイグや、元ミドル級ボクシング・チャンピオンのマイケル・ナン、プロレスラーのセス・ロリンズがいる。

## 住みやすさの表彰
ダベンポート市は（隣接するロックアイランド市と共に）、全米市長会議から小都市分野で2007年の住みやすい都市の表彰を受けた。会議の執行役員トム・コクランはこの賞が、「都市部を安全に、清潔にまた住みやすくする市長の指導力に脚光を浴びせる機会を与えている」と述べた。この賞はダベンポートとロックアイランドの「リバービジョン」計画の達成状況を認めている。「リバービジョンはダベンポートとロックアイランドの2州に跨る協業で、ミシシッピ川岸を国内でも最も人を惹き付ける河面に変えたものである」

## 人口動態

### 都市圏人口
ダベンポートの都市圏、および広域都市圏を形成する各郡の人口は以下の通りである（2010年国勢調査）
ダベンポート・モリーン・ロックアイランド都市圏
| 郡                 | 州         | 人口      |
| ------------------ | ---------- | --------- |
| スコット郡         | アイオワ州 | 165,224人 |
| ロックアイランド郡 | イリノイ州 | 147,546人 |
| ヘンリー郡         | イリノイ州 | 50,486人  |
| マーサー郡         | イリノイ州 | 16,434人  |
| 合計               | 合計       | 379,690人 |

ダベンポート・モリーン広域都市圏
| 都市圏/小都市圏                                | 郡                                             | 州                                             | 人口      |
| ---------------------------------------------- | ---------------------------------------------- | ---------------------------------------------- | --------- |
| ダベンポート・モリーン・ロックアイランド都市圏 | ダベンポート・モリーン・ロックアイランド都市圏 | ダベンポート・モリーン・ロックアイランド都市圏 | 379,690人 |
| クリントン小都市圏                             | クリントン郡                                   | アイオワ州                                     | 49,116人  |
| マスカティン小都市圏                           | マスカティン郡                                 | アイオワ州                                     | 42,745人  |
| 合計                                           | 合計                                           | 合計                                           | 471,551人 |

### 市域人口推移
以下にダベンポート市における1850年から2010年までの人口推移をグラフおよび表で示す。
| 統計年 | 人口      |
| ------ | --------- |
| 1850年 | 1,848人   |
| 1860年 | 11,267人  |
| 1870年 | 20,038人  |
| 1880年 | 21,831人  |
| 1890年 | 26,972人  |
| 1900年 | 35,254人  |
| 1910年 | 43,028人  |
| 1920年 | 56,727人  |
| 1930年 | 60,751人  |
| 1940年 | 66,039人  |
| 1950年 | 74,549人  |
| 1960年 | 88,981人  |
| 1970年 | 98,469人  |
| 1980年 | 103,264人 |
| 1990年 | 95,333人  |
| 2000年 | 98,359人  |
| 2010年 | 99,685人  |

## 姉妹都市
ダベンポートは以下3都市・地域と姉妹都市提携を結んでいる。
- イリェウス（ブラジル）
- カイザースラウテルン（ドイツ）
- カーロウ県（アイルランド）